# La festa del raccolto
La festa del raccolto è un romanzo horror scritto da Thomas Tryon e pubblicato nel 1973.
Il  libro è stato tradotto in tedesco, portoghese, spagnolo, sloveno, turco, giapponese, francese, polacco, thailandese, oltre che in italiano.

## Trama
Si racconta la storia di Ned Costantine, un pubblicitario newyorkese, che decide con la moglie Beth e la figlia Kate di lasciare la città e trasferirsi in campagna, nel villaggio di Cornwall Combe, nelle campagne del New England che avevano visitato casualmente durante una gita. I tre, colpiti dalla piacevolezza del posto, decidono di acquistare una vecchia casa e di ristrutturarla.
Presto vengono accolti dagli abitanti del villaggio ed entrano a fare parte della comunità. Ma con il tempo, Ned comincia a notare vari cambiamenti nel comportamento della moglie e della figlia: come tutti gli abitanti del villaggio, anche Beth e Kate si fanno condizionare dai consigli della Vedova Fortune.
Con l'avvicinarsi della "Festa del Raccolto", Ned comincia ad indagare, finché fa una scoperta sconvolgente: dietro la parvenza di innocue tradizioni folkloristiche, il villaggio nasconde una raggelante perpetuazione di oscuri e sanguinari riti pagani. Ned pagherà un prezzo altissimo per la sua ricerca della verità, mentre le donne che egli ama vivranno irretite e plagiate, come seguaci della vedova, reincarnazione dellaGrande Madre dei riti di rinascita, fertilità e morte.

## Opere derivate
Nel 1978, dal romanzo è stata tratta una miniserie televisiva intitolata La casa (The Dark Secret of Harvest Home), diretta da Leo Penn ed interpretata da Bette Davis e David Ackroyd. In Italia la trasmissione è avvenuta il 18 e il 19 agosto 1985.

## Edizioni in italiano
- Thomas Tryon, La festa del raccolto: romanzo traduzione di Bruno Oddera, Milano: Mondadori, 1974